# Ti stramo - Ho voglia di un'ultima notte da manuale prima di tre baci sopra il cielo
Ti stramo - Ho voglia di un'ultima notte da manuale prima di tre baci sopra il cielo è un film parodistico del 2008, diretto da Pino Insegno in collaborazione con Gianluca Sodaro e ideato dal fratello Claudio.
Il film è una parodia delle pellicole giovanilistiche-sentimentali in voga negli anni 2000.

## Trama
Il film racconta le vicende di Stram e della sua storia d'amore con Bambi.

## Distribuzione
Il film è uscito nelle sale italiane il 28 novembre 2008.